# New Jersey National Guard

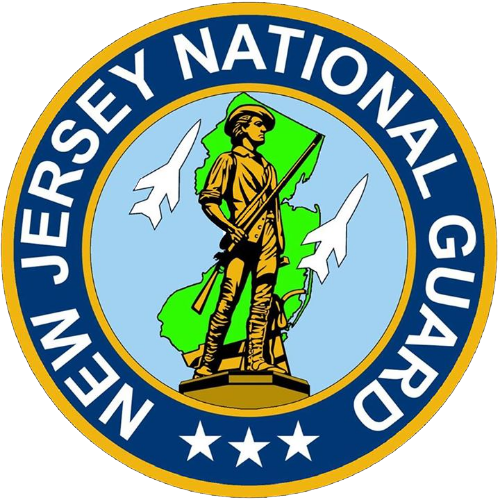
Logo der New Jersey National Guard

Die New Jersey National Guard (NJNG) des New Jersey Department of Military and Veterans Affairs des US-Bundesstaates New Jersey ist Teil der im Jahr 1903 aufgestellten Nationalgarde der Vereinigten Staaten (akronymisiert USNG) und somit auch Teil der zweiten Ebene der militärischen Reserve der Streitkräfte der Vereinigten Staaten.

## Organisation
Die Mitglieder der Nationalgarde sind freiwillig Dienst leistende Milizsoldaten, die dem Gouverneur von New Jersey (aktuell Phil Murphy) unterstehen. Bei Einsätzen auf Bundesebene ist der Präsident der Vereinigten Staaten Commander-in-Chief. Adjutant General of New Hampshire ist Colonel Lisa J. Hou.
Die New Jersey National Guard besteht aus den beiden Teilstreitkraftgattungen des Heeres und der Luftstreitkräfte, namentlich der Army National Guard und der Air National Guard. Die New Jersey Army National Guard hatte 2017 eine Stärke von 5819 Personen, die New Jersey Air National Guard eine von 2306, was eine Personalstärke von gesamt 8125 ergibt.

## Geschichte
Die New Jersey National Guard führt ihre Wurzeln auf Milizverbände der Province of New Jersey wie des 1st New Jersey Regiment zurück, die im Amerikanischen Unabhängigkeitskrieg eine wichtige Rolle spielten.  Auch im Britisch-Amerikanischen Krieg von 1812 und im Sezessionskrieg waren Milizverbände New Jerseys beteiligt. Die Nationalgarden der Bundesstaaten sind seit 1903 bundesgesetzlich und institutionell eng mit der regulären Armee und (seit 1930) der Luftwaffe verbunden, so dass (unter bestimmten Umständen mit Einverständnis des Kongresses) die Bundesebene auf sie zurückgreifen kann. New Jersey unterhält zurzeit keine Staatsgarde, die allein dem Bundesstaat verpflichtet wäre. Sie bestand als New Jersey State Guard von 1917 bis 1919 und von 1941 bis 1947. Zudem bestand eine Naval Militia (1895–1963, 1999–2002). Beim Sturm auf das Capitol 2021 wurden u. a. Einheiten der New Jersey National Guard zur Wiederherstellung der Ordnung eingesetzt.

## Wichtige Einheiten und Kommandos
- Joint Forces Headquarters auf der Joint Base McGuire–Dix–Lakehurst

### Army National Guard
- 44th Infantry Brigade Combat Team mit Hauptquartier in der Lawrenceville Armory in Lawrenceville (New Jersey)
  - 1-114th Light Infantry Battalion
  - 2-113th Light Infantry Battalion
  - 3-112th Field Artillery Battalion
  - 1-102nd Cavalry Squadron
  - 250th Support Battalion
  - 104th Engineers Battalion
- 42nd Regional Support Group
- 57th Troop Command
  - 21st Civil Support Team in Fort Dix
  - 1st Battalion (Assault Helicopter), 150th Aviation Regiment in Lakehurst
  - Company C, 1st Battalion (Security and Support), 224th Aviation Regiment in der West Trenton Armory
- 254th Regiment (Regional Training Institute)
- Observer Coach/Trainer Operations Group (OC/T Ops Group)[4]

### Air National Guard
- 108th Wing auf der Joint Base McGuire-Dix-Lakehurst
- 177th Fighter Wing auf der Atlantic City Air National Guard Base[5]